# Claude Montana
Claude Montana (gebürtig Claude Montamat, * 29. Juni 1947 in Paris; † 23. Februar 2024 ebendort) war ein französischer Modeschöpfer und Designer. Er war Gründer des Pariser Mode- und Kosmetikunternehmens Montana, das seine Glanzzeit in den 1980er-Jahren hatte.

## Leben
Claude Montamat wuchs als Sohn eines katalanischen Vaters und einer deutschen Mutter mit zwei Geschwistern in Paris auf. Die Swinging Sixties verbrachte er in London, wo er Modeschmuck kreierte. Anfang der 1970er kehrte Montana nach Paris zurück, war als freiberuflicher Illustrator tätig und bei der Pariser Oper unter Vertrag. 1974 nahm Montana, der keine formale Ausbildung im Bereich Mode hatte, eine Stelle bei dem Pariser Lederhersteller MacDouglas an und stieg dort zum Chefdesigner auf. In den 1970ern arbeitete Montana, ebenso wie seine Kollegen Giorgio Armani und Karl Lagerfeld zuvor, für den italienischen Designer Mario Valentino.
Ab 1976 präsentierte Montana in Paris Mode unter seinem Namen, den er von Montamat in Montana abgeändert hatte. Für seine Entwürfe erhielt er gute Kritiken von der Presse, aber kaum Order von Modeeinkäufern. 1977 veranstaltete Montana unter großem Andrang seine ersten beiden großen Modenschauen und zeigte auf dem Laufsteg unter anderem punkige Leder-Outfits in schwarz mit gewagten Anlehnungen aus der Schwulenszene und dem S&M-Milieu. Diese radikale Ästhetik der militaristisch anmutenden, schwarzen Lederkluften brachte ihm den Vorwurf ein, von nationalsozialistischem Gedankengut inspiriert zu sein. 1979 gründete er sein Modeunternehmen Montana und erweiterte das Portfolio 1981 unter dem Namen Montana Hommes um Herrenmode. Montanas persönliche Markenzeichen waren ein Lederblouson oder eine Bomberjacke und Cowboystiefel.
In den 1980er-Jahren avancierte Montana, der für seinen ausschweifenden Lebenswandel im Pariser Nachtleben bekannt war, mit seinen engen, futuristischen Lederentwürfen zum Star am Pariser Modehimmel. Gewagte Leder-Outfits, grelle Uni-Farben, sperrige Schulterpolster, überdimensionierte Krägen, enge Taillen oder eng anliegende Stoffe, der Einsatz von Pelzen und viel Gold oder Metall waren Elemente seiner avantgardistischen, aggressiven Mode für selbstbewusste Power-Frauen. Darin ähnelte er seinem Kollegen Thierry Mugler, mit dem er sich Anfang der 1970er in Paris ein Apartment geteilt hatte. Montanas Spitznamen waren „Architekt der Schulterpolster“ oder „König der Unfarben“. Stars wie Diana Ross, Cher, Grace Jones, Jeanne Moreau und Charlotte Rampling zählten zu Montanas prominenten Kundinnen. Zwischen 1982 und 1987 war er zudem für die Modekollektionen des italienischen Modehauses Complice verantwortlich. 1983 eröffnete die erste Montana-Boutique in Paris. 1986 wurde in Zusammenarbeit mit Lancaster das erste Parfüm mit Namen Montana Parfum de Peau für Damen lanciert; das erste Herrenparfüm Montana Parfum d’Homme folgte 1989.
Ende der 1980er hatte Montana einen lukrativen Lizenzvertrag über die Produktion seiner Mode mit dem italienischen Modehersteller GFT ausgehandelt und eine Brillen-Lizenz an Alain Mikli vergeben. Nach Design-Angeboten von Dior und Givenchy, die Montana ablehnte, nahm er 1989 die Einladung von Lanvin an, „für ein Millionenhonorar“ ausschließlich für deren Haute-Couture-Sparte zu entwerfen. Die erste Kollektion erntete 1990 schlechte Kritiken. In den folgenden beiden Saisons wurden seine luxuriösen Entwürfe allerdings bejubelt und mit zwei aufeinanderfolgenden Dé d’or-Preisen (deutsch: ‚Goldener Fingerhut‘, französischer Haute-Couture-Preis) belohnt. Nach einem weiteren Jahr hob Lanvin allerdings Montanas Vertrag auf, da er für seine Kreationen, die sich kaum verkauft hatten, Unsummen an Geld verbraucht und dem Unternehmen Verluste in Höhe von 25 Millionen Dollar beschert hatte. 1992 kam die preisgünstigere Zweitlinie State of Montana zum Montana-Sortiment hinzu. Zu den besten Zeiten besaß Montana eine Villa auf Capri und ein Schloss aus dem 18. Jahrhundert in Frankreich.
Mit dem Aufkommen der minimalistischen, schlichten Mode ab Anfang der 1990er-Jahre verloren Montanas weiterhin extravagante Entwürfe immer mehr an Anziehungskraft. Die Nachfrage von Seiten der Kunden und Einzelhändler ging drastisch zurück, und Montana musste Ladengeschäfte schließen. Montana war Geschäftsführer seines Unternehmens und meldete im November 1997 nach mehrmaligen Wechseln der Lizenznehmer aufgrund von Überschuldung Insolvenz an. Zwischen 1995 und 2000 hielt der Kosmetikkonzern Clarins die Montana-Parfümlizenz. Der Jahresumsatz hatte bei Montana 1997 um die 33 Millionen Francs betragen, wovon 26 Millionen auf das Lizenzgeschäft entfielen. 1998 übernahmen der ehemalige Nina-Ricci-Manager Jacques Berger und ein Konsortium um die Firma Dynaction das Unternehmen Claude Montana S.A., welches in Montana Création umbenannt wurde. Die Verschuldung belief sich in dieser Zeit auf nahezu 60 Millionen Francs. Unter Berger und Dynaction wurden zahlreiche weitere Lizenzen vergeben. Montana selbst erhielt einen 10-Jahres-Vertrag bis 2007 und entwarf in dieser Zeit weiterhin Montana-Mode, die durch Lizenznehmer produziert wurde. Dazu wurde 1998 die Herrenmode in Lizenz an die deutsche Bäumler-Gruppe aus Ingolstadt vergeben (Lizenz 2002 aufgehoben) und 1999 die Montana Blu-Kollektion mit Sportswear-lastiger Mode lanciert, die in Lizenz ebenso von Bäumler hergestellt wurde. Die Firma Montana und alle Namensrechte wurden im Juli 2000 an den französischen Geschäftsmann Jean-Jacques Layani verkauft, der diese bis heute besitzt und das Montana-Lizenzgeschäft verwaltet. Die letzte Montana-Modenschau, bei welcher Claude Montana sich auf dem Laufsteg vor dem Publikum zum Schlussapplaus verneigte, fand 2002 statt. Als Nachfolger von Claude Montana wurde für eine Saison der Designer Stéphane Parmentier ernannt, seither hat es keine Montana-Laufstegschauen mehr gegeben. Claude Montana zog sich daraufhin nach Spanien zurück.
2013 entwarf Claude Montana drei Modelle für die Modekollektion des französischen Modeschöpfers Éric Tibusch und zeigte sich am Ende der Modenschau in Paris mit ihm auf dem Laufsteg. 2019 veröffentlichte die Online-Modeplattformen Byronesque und Farfetch unter der Leitung des Designer Gareth Pugh die Kollektion Montana: The Reissue heraus. Sie enthielt elf zentrale Entwürfe von Montana aus den Jahren 1979 bis 1994.
Montana heiratete am 21. Juli 1993 Wallis Franken, die als Model bereits 1977 in seiner Modenschau gelaufen und seither seine Muse gewesen war. Montana hatte zwei Stiefkinder, die Franken aus ihrer Beziehung mit Philippe de Henning hatte. Franken stürzte 1996 in Paris aus einem Zimmer der gemeinsamen Stadtwohnung in den Tod. Vor seiner Heirat mit Franken hatte Montana offen homosexuell gelebt.
Montana lebte ab Mitte der 2000er-Jahre im 1. Arrondissement in Paris. Er starb am 23. Februar 2024 im Alter von 76 Jahren in Paris.